# Isla Deceit
Isla Deceit är en ö i Chile.   Den ligger i regionen Región de Magallanes y de la Antártica Chilena, i den södra delen av landet, 2 500 km söder om huvudstaden Santiago de Chile. Arean är 39 kvadratkilometer.
Terrängen på Isla Deceit är lite kuperad. Öns högsta punkt är 409 meter över havet. Den sträcker sig 10,8 kilometer i nord-sydlig riktning, och 7,1 kilometer i öst-västlig riktning.